# Ribera de Arriba
Ribera de Arriba (asztúriai nyelven La Ribera) település Spanyolországban, Asztúria autonóm közösségben. Ribera de Arriba Oviedo, Mieres, Asturias, Morcín és Santo Adriano községekkel határos. Lakosainak száma 1852 fő (2024).

## Népesség
A település népessége az utóbbi években az alábbiak szerint változott:
| Lakosok száma | 1984 | 2005 | 2000 | 1973 | 1971 | 1903 | 1873 | 1854 | 1865 | 1852 |
|               | 2001 | 2004 | 2007 | 2009 | 2012 | 2014 | 2017 | 2019 | 2022 | 2024 |